# Périgny (Val-de-Marne)
Périgny és un municipi francès, situat al departament de la Val-de-Marne i a la regió de l'Illa de França.
Forma part del cantó de Plateau briard i del districte de Créteil. I des del 2016, de la divisió Grand Paris Sud Est Avenir de la Metròpoli del Gran París.

## Transport

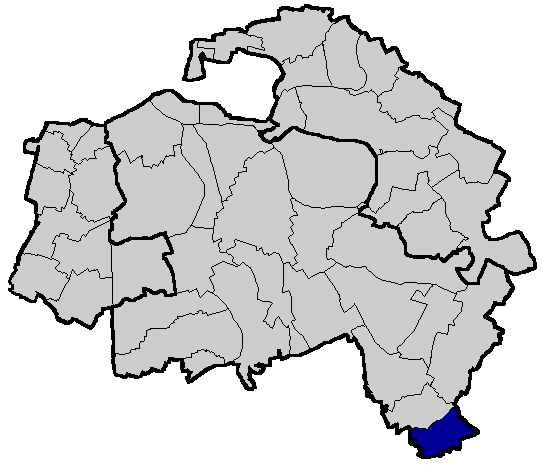
Localització de Périgny a la Val-de-Marne

Périgny no se serveix de cap estació del metro de París, el RER, o la xarxa ferroviària de rodalia. L'estació més propera a Périgny és l'estació de Boussy-Saint-Antoine al RER línia D de París. Aquesta estació es troba al veí municipi de Boussy-Saint-Antoine, a 2,1 km (1,3 milles) del centre de la ciutat de Périgny.